# Aleksandrów (gemeente in powiat Piotrkowski)

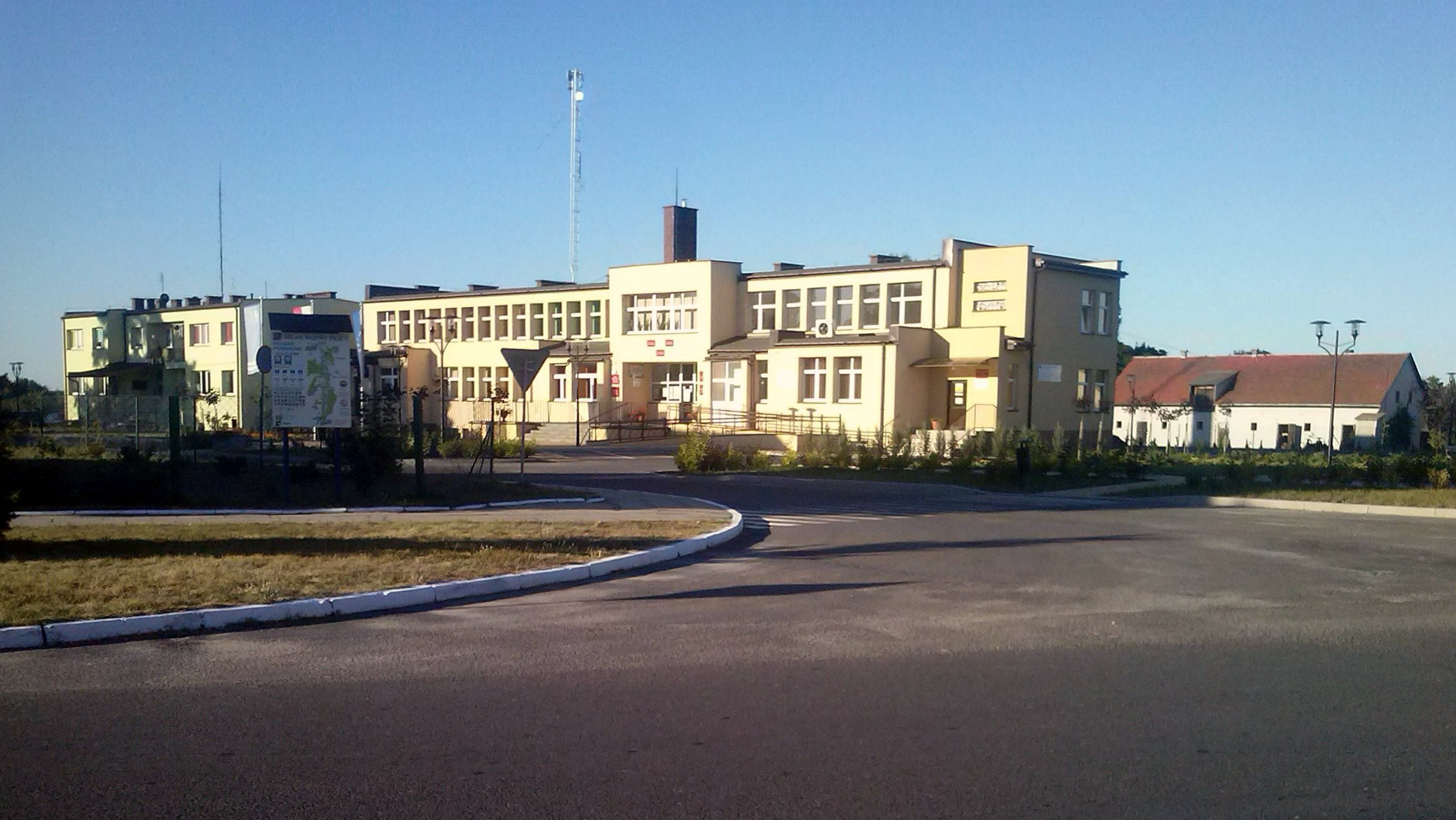
Aleksandrów

De gemeente Aleksandrów is een landgemeente in het Poolse woiwodschap Łódź, in powiat Piotrkowski.
De zetel van de gemeente is in Aleksandrów.
Op 30 juni 2004 telde de gemeente 4576 inwoners.

## Oppervlakte gegevens
In 2002 bedroeg de totale oppervlakte van gemeente Aleksandrów 144,02 km², waarvan:
- agrarisch gebied: 61%
- bossen: 32%

De gemeente beslaat 10,08% van de totale oppervlakte van de powiat.

## Demografie
Stand op 30 juni 2004:
| Omschrijving                   | Totaal | Totaal | Vrouwen | Vrouwen | Mannen | Mannen |
| ------------------------------ | ------ | ------ | ------- | ------- | ------ | ------ |
| eenheid                        | aantal | %      | aantal  | %       | aantal | %      |
| inwoners                       | 4576   | 100    | 2325    | 50,8    | 2251   | 49,2   |
| bevolkingsdichtheid (inw./km²) | 31,8   | 31,8   | 16,1    | 16,1    | 15,6   | 15,6   |

In 2002 bedroeg het gemiddelde inkomen per inwoner 1326,92 zł.

## Aangrenzende gemeenten
Mniszków, Paradyż, Przedbórz, Ręczno, Sulejów, Żarnów